# Marianne Karlsmose
Marianne Karlsmose (født 6. juni 1973 i Fredericia) er en dansk kristendemokratisk politiker, der var landsformand for Kristendemokraterne fra 2002 til 2005 og igen fra maj til november 2022. Hun har været regionsrådsmedlem i Region Midtjylland siden 2017. 

## Politisk karriere
Karlsmose blev medlem af Kristeligt Folkeparti, som Kristendemokraterne hed dengang, i 1992 og blev medlem af hovedbestyrelsen i 1996. Hun var oprindeligt folketingskandidat på Fyn i Otterupkredsen og Odense 1. kreds. I 2021 blev hun kandidat i Sydjyllands Storkreds.
Ved Europa-Parlamentsvalget 1999 i Danmark var Karlsmose spidskandidat for Kristeligt Folkeparti og fik 25.384 ud af i alt 28.962 personlige stemmer afgivet på partiet, men det samlede stemmeantal var ikke nok til blive valgt.
Karlsmose blev formand for Kristeligt Folkeparti som efterfølger for Jann Sjursen i 2002. Partiet skiftede navn til Kristendemokraterne efter forslag fra Karlsmose året efter, blandt andet for at signalere partiets tilknytning til andre europæiske kristendemokratiske partier. Hun trak sig fra formandsposten efter partiets valgnederlag ved folketingsvalget i 2005 og blev afløst af Bodil Kornbek.
Ved regionsrådsvalget 21. november 2017 var Marianne Karlsmose kandidat for Kristendemokraterne i Region Midtjylland, hvor hun blev valgt ind i regionsrådet. Hun blev genvalgt ved regionsrådsvalget 16. november 2021.
Efter at Isabella Arendt meldte sig ud af partiet, blev Karlsmose den 17. maj 2022 fungerende formand for Kristendemokraterne i kraft sit næstformandskab; hun blev valgt som landsformand officielt ved et landsmøde i Kolding den 16. oktober. Ved folketingsvalget den 1. november 2022 fik Kristendemokraterne 0,5 % af stemmerne og kom dermed ikke i Folketinget. Karlsmose kaldte resultatet "meget skuffende", og seks dage efter annoncerede hun, at hun agtede at trække sig som formand. Hun opfordrede samtidig partiet til ikke at forsøge at blive opstillingsberettiget igen, men i stedet fokusere på regions- og kommunalpolitik. Hun trådte tilbage den 12. november.

## Privatliv
Karlsmose blev født den 6. juni 1973 i Fredericia, hvor hun også voksede op. Hun bor pr. 2021 i Tarm og har tidligere boet i blandt andre Haderslev og Frøstrup uden for Varde. Hun er uddannet cand.mag. i samfundsfag og historie fra Aarhus Universitet i 2001 og har været gymnasielærer på Det Kristne Gymnasium i Ringkøbing, men er nu i stedet begyndt at læse til socialrådgiver på University College Syd i Esbjerg.
Karlmose er gift med teolog og gymnasielærer Birger Juhl Nielsen. Familien har 3 børn og er medlemmer af Skjern Bykirke.